# 秀麗江山之長歌行
《秀麗江山之長歌行》，是2013年由林心如工作室及歡瑞世紀共同打造的中國大陸古裝歷史電視劇，根據李歆小說《秀麗江山》改編，背景設定在東漢劉秀時代。林心如第三次担任制作人，投资1亿5,000万人民币，2013年8月19日在象山影视城開鏡拍攝，同年11月推出片花，12月殺青。2016年7月21日於江蘇衛視上星播出。以及OTT平台LiTV 線上影視同步播出。

## 播放平台
| 頻道                  | 所在地   | 播映日期       | 播出時間               | 備註                    |
| --------------------- | -------- | -------------- | ---------------------- | ----------------------- |
| 江苏卫视              | 中国大陆 | 2016年7月21日  |                        |                         |
| Astro全佳HD           | 马来西亚 | 2016年11月23日 | 星期一至五 19:00-20:00 | 高清大劇                |
| 法国华人电视台        | 法國     | 2016年11月23日 | 星期一至五 21:00       |                         |
| 華語劇台              | 香港     | 2016年12月16日 | 星期一至五 22:30-23:30 |                         |
| J5                    | 香港     | 2017年3月19日  | 星期一至日 23:30-00:30 | J5劇場                  |
| 翡翠台                | 香港     | 2018年5月2日   | 星期一至五 10:30-11:30 |                         |
| 城市電視              | 加拿大   | 2016年12月2日  | 星期一至五20:30-21:20  |                         |
| Channel Ching         |          | 2016年12月15日 | 星期一至五18:00-20:00  |                         |
| 中視主頻              | 臺灣     | 2017年1月10日  | 星期一至五 21:00-22:00 |                         |
| TVBS歡樂台            | 臺灣     | 2017年4月7日   | 星期一至五19:00-21:00  |                         |
| EYE TV 戲劇台         | 臺灣     | 2017年5月24日  | 星期一至五18:00-20:00  |                         |
| 中天綜合台            | 臺灣     | 2018年5月24日  | 星期一至五20:00-21:00  |                         |
| LiTV 線上影視         | 臺灣     | 2021年5月1日   | VIP 免廣告收看         |                         |
|                       | 日本     | 2017年1月23日  | 星期一至五23:00-24:00  |                         |
| HUB娱家戏剧台         | 新加坡   | 2018年8月5日   | 星期六、日 20:00-21:45 | 8月5日、11月3日只播一集 |
| Astro AECAstro AEC HD | 马来西亚 | 2017年11月17日 | 星期一至五 18:00-19:00 |                         |

## 劇情介紹
本剧讲述东汉王朝开国皇帝刘秀和皇后阴丽华在云台二十八将帮助下创建伟业的故事。新朝年間，劉秀於長安太學求學之時，結識了鄧禹、劉玄、馮異等少年才俊及童年的陰麗華。數年後，新莽暴政，天下大亂。劉秀隨兄長劉縯揭竿而起，陰麗華亦喬裝化名陰戟，追隨左右。從舂陵起義到昆陽大戰，劉秀與一眾肝膽相照的同袍並肩作戰，浴血沙場。孰料劉玄稱帝后，忌憚劉家兄弟功高，誅殺劉縯。劉秀娶陰麗華為妻，韜光養晦，使劉玄放鬆警惕，放其持節北上，重振旗鼓。河北之路危機重重，幸有鄧禹、馮異、吳漢、耿弇等舊故新知先後來投，患難與共。河北真定王劉楊提出聯姻結盟，為顧全大局，劉秀忍痛與妻子分離。之後，劉秀聯手鄧禹、馮異，經數載不懈努力，結束戰亂，平定河北等地，定都雒陽，建立東漢，終完成共同夙願。

## 登場人物

### 主要角色
| 演员                             | 角色   | 国语配音 | 粤语配音            | 昵称/关系 | 备注 |
| 林心如 童年：杨志雯 幼年：赵姝婷 | 阴丽华 | 季冠霖   | 曾秀清 童年：何寶珊 | 光武帝元配妻子、第二任皇后 | 陰家千金→阴姬→阴贵人→光烈皇后 新野教主，美艳动人，个性豪爽、思想睿智，身手了得，而且颇有胆识见识。在年幼时便与刘秀结识，因撞見父母慘死，悲傷過度，對那時的記憶有片段模糊，于鄧嬋死時，回憶起父母雙亡時的情景。长大后更是义无反顾乔装化名为阴戟，追随劉縯刘秀兄弟揭竿起义，一同在战场上并肩作战，两人分分合合感情却异常坚定。最後，陰麗華還是答應讓劉秀娶郭聖通。被劉玄綁架進長安為人質，關在長樂宮長信殿，一直與劉玄周旋至赤眉軍攻進長安後，才在陰家護衛下逃離。在劉秀定都洛陽時，被接回並封為貴人。是个巾帼不让须眉的女子，后在刘秀一统天下时成为皇。                                                                 |
| 袁 弘 童年：张诚航               | 刘 秀  | 王凯     | 李致林 童年：鍾見麟 | 字文叔，东汉开国皇帝，汉 光武帝 | 偏将军→破掳大将军→萧王→光武皇帝 温文尔雅，骁勇善战，在新莽暴政，天下大乱的时候随兄长刘縯揭竿而起對抗新莽，在刘玄称帝后，因那些小人設計殺害其兄劉縯和家僕劉稷，也是为了不招来杀身之祸而韬光养晦，后隐忍数载且不懈努力，在河北除掉王郎和劉林時有功，被更始帝封為蕭王。已知朱鮪和李軼設計殺害其兄劉縯，李軼通信劉秀歸降，但李軼被劉秀利用，讓李軼把信給朱鮪，使朱鮪殺了李軼。更始王朝亡後，终于能平定天下建立东汉。最終朱鮪出降後，已經原諒了朱鮪，封朱鮪為平狄將軍。因真定王劉楊與臨邑侯劉讓倆兄弟謀反之時，派耿純和尉遲峻伏誅劉楊跟劉讓倆兄弟，真定平定。根據說他是一个爱江山也爱美人的一代帝王，与妻子阴丽华感情深厚。 |
| 于 波 童年：樊星                 | 刘 玄  | 张震     | 雷霆                | 字圣公，西汉皇族后裔，后投入绿林军中。汉 更始帝                                                                                      | 更始皇帝→長沙王 蔡姬(卫悦)弟子，是新野唯一的傳人，治世之能臣，乱世之奸雄，在军事上独树一帜颇具才华，拥有远大的抱负与统一天下的雄心壮志，但情牵阴丽华。在新朝末年的大乱中，曾與師父衛稅一起刺殺王莽不成，改投綠林軍，成为绿林军的将领之一。后被绿林军拥立为汉帝，年号更始，昔日並與張卯和朱鮪還有李軼設計殺害劉縯，比王莽更加殘暴，與劉秀和劉縯亦敵亦友。新朝灭亡，刘玄入主长安。公元25年，更始政权在赤眉军和刘秀大军的两路夹击之下，土崩瓦解。赤眉军攻入长安，刘玄出降，被劉秀封为长沙王。不久，被赤眉军杀害。 |
| 宗峰岩                           | 刘 縯  | 吴凌云   | 蕭徽勇              | 字伯升，刘秀长兄，舂陵军首领 | 齐武王(追谥) 性情刚毅，锋芒外漏。新朝末年，王莽篡位之時，他与三弟刘秀等人率数千人起义，稱号為舂陵军，與女扮男裝的陰麗華是同生共死的好兄弟，后加入绿林军，與下江、平林、綠林諸軍合力對抗新莽。曾經斬殺甄阜與梁丘賜有功。更始政权建立之后，任職大司徒，封汉信侯。后被更始帝刘玄猜忌，以杀其下属刘稷为诱饵引他前来理论。与他有隙的李轶和朱鲔還有張卯跟王匡等人建议刘玄乘此的這时机诛杀刘縯，于是刘縯与刘稷同日遇难，於死前請求陰麗華好好照顧三弟劉秀。在刘秀建立东汉之后，追谥他为齐武王。 |
| 关智斌 童年：郑业成              | 邓 禹  | 路知行   | 黃積權              | 字仲华，东汉开国名将，高密侯，阴丽华的青梅竹马                                                                                       | 右将军→太傅→高密侯 云台二十八将之首，十三岁時便能背诵《诗经》的天才儿童在长安学习时与游学京师的刘秀相识，深愛陰麗華，對陰麗華極好，如同親兄妹一般。刘秀巡行河北，因邓禹前往追随，提出“延揽英雄，务悦民心，立高祖之业，救万民之命”的方略，被刘秀“恃之以为萧何”。协助刘秀建立东汉，“既定河北，复平关中”，功劳卓著，擁立劉秀為光武帝，是東漢初年的開國功臣之一。在赤眉突襲之時，與赤眉決一死戰，被敵方謝祿設計其全軍覆沒，卻已知鄧奉造反與逆賊理應外合，通知冯异准备夹击支援，平定赤眉。後來想娶李通的堂妹李月瓏為妻，讓劉秀答應他，成為李家的堂女婿。                                                                    |
| 李佳航 童年：李继龙              | 冯 异  | 赵毅     | 黃啟昌              | 字公孙，原为新朝羽林軍校尉，後被貶至颍川郡掾，后归顺刘秀，被封稱號為大树将军，是东汉开国名将。刘秀称帝后，被封为征西大将军、阳夏侯。 | 云台二十八将第七位，精通《左氏春秋》、《孙子兵法》等兵书，治军严明、勇猛善战，个性偏静，擅長吹玉簫，原本怀才不遇，因为与刘秀的相识，继而认识了阴丽华，随后被二人的义气所打动，成为他们的知己并助刘秀和阴丽华打江山，深谋远虑，机智善战，是东汉建立功不可没的功臣之一，幫助過鄧禹平定赤眉。建武十年，病逝。 |
| 王媛可                           | 過珊彤 | 張凱     | 曾佩儀              | 河北王族過氏千金，真定王劉揚外甥女，光武帝第二任妻子、第一任皇后(後被廢)                                                             | 郭貴人→皇后→廢后→沛太后 性格復雜多變。曾與其母被劉秀救過，對劉秀一見鐘情後，就立誌非君不嫁，舅父真定王劉揚利用十萬大軍相助劉秀為條件，使其得償所願成為劉秀的妻子。劉秀稱帝，陰麗華固辭后位，因而立過珊彤為皇后。劉秀和過珊彤在多次發生矛盾後，劉秀下旨廢過珊彤后位。後封其為中山王太后，居北宮。後來病重向陰麗華承認她火燒陰家和行刺劉陽及害死劉衡，還想要親手殺死負心的劉秀，然後與劉秀一起灰飛煙滅，但被陰麗華所原諒，並決定改過向善，在建武十九年，廢太子劉疆，並改封過珊彤為沛太后。史料記載本名為郭聖通。 |

### 陰家
| 演员                  | 角色       | 国语配音 | 粤语配音            | 昵称/关系                                | 备注 |
| 李立群                | 蔡少公     | 宣晓鸣   | 黃子敬              | 阴丽华舅父                               | 博学多才、淡泊名利，信仰於阿諛奉承。最後，出手救了陰麗華，並教會遇事需冷靜，才能做出最正碓的決定。 |
| 戚 薇                 | 蔡姬(卫悦) | 金雁     | 吳羨婷              | 阴丽华母亲                               | 前任新野教主，性情刚烈，看淡生死的奇女子。正因为她是一位有如此秉性的母亲，才成功铸造了阴丽华传奇的一生，启示阴丽华走向人生之巅峰。寒食節刺殺王莽失敗，與相公一起墜入渭水而亡。 |
| 任 泉                 | 阴 陆      |          | 陈卓智              | 阴家家主，阴丽华父亲                     | 與妻子一同騎馬跳崖墜入渭水身亡，生前請刘秀將阴丽华帶回交予長子阴识照顧。 |
| 王 雨                 | 阴 识      | 赵岭     | 陳卓智 少年：巫哲棋 | 字次伯，阴丽华之异母兄长                 | 最初随刘縯起兵反王莽，随从包围宛城，又另外攻下五县，曾反對陰麗華與劉秀在一起，已與劉秀和好，並成全劉秀與陰麗華在一起。刘玄封阴识为阴德侯，行大将军事。后随阴丽华至宛城，拜骑都尉。建武二年，任关都尉，迁侍中。建武十五年，定封原鹿侯。后刘庄被立为太子太傅，阴识以代理执金吾身份辅导太子。永平元年，刘庄继位，阴识正式担任执金吾。 |
| 刘玥心                | 柳 氏      | 金雁     | 陳琴雲              | 阴识妻子，陰麗華之異母大嫂               | 于麗華出嫁時，幫忙打理一些小事。 |
| 茅子俊 童年：石悦安鑫 | 阴 兴      | 张杰     | 張方正              | 字君陵，阴丽华二弟，后与琥珀结婚         | 历任黄门侍郎、期门仆射等职，随从光武帝刘秀征伐四方，深受刘秀的信赖。建武九年，任侍中，被赐爵关内侯，阴兴坚决推辞。后任卫尉，与执金吾阴识共同辅导太子刘庄。 |
| 徐 揚                 | 邓夫人     | 邓小鸥   | 林丹鳳              | 阴识母亲，阴丽华后母，扶養陰麗華         | 正史中为阴丽华生母；阴识生母姓名未有记载。 |
| 刘宸逸                | 阴 就      |          |                     | 阴丽华幼弟                               | |
| 戴君竹                | 琥 珀      | 乔诗语   | 魏惠娥              | 阴丽华侍女，阴家影卫，后嫁阴兴为妾       | 一生为阴家忠心耿耿的效力，碍于自己的身份一直不能接受公子阴兴的表白。待二人经历了无数磨难终于要走到一起的时候，琥珀却惨遭奸人所害。 |
| 周 斌                 | 尉迟峻     |          | 陈灏玮              | 阴家影士，尉迟纱南之義父                 | 為陰麗華向陰家傳消息，也幫陰麗華辦事。 |
| 郭芮溪                | 尉迟纱南   |          |                     | 阴家影士，尉迟俊之義女                   | 於琥珀死後，被派進宮中照顧阴丽华。 |
| 吴谨言 童年：拉拉     | 许胭脂     | 白雪岑   | 陈皓宜              | 阴丽华侍女，后为光武帝的许美人           | 原為阴家侍女，後被派至宛城照顧邓婵，於逃亡時與阴丽华分散时，惨遭追兵轮奸，后被变卖為奴，甚至沦落到青楼为妓女。後被郭康贖身，並唆使用計接近刘秀，挑撥刘秀與阴丽华的感情，成為许美人，生刘秀三子刘英(郭康之子，已於进宫前怀有身孕)。                                                                                                 |
| 洪小铃                | 邓 婵      | 邱秋     | 林元春              | 阴丽华表姐，刘秀姊夫邓晨的妹妹，邓禹表妹 | 喜欢阴识但與之無緣，其後嫁給宛城公孫家，因邓氏一族起兵背上叛乱之名，而被趕出公孫家，在與阴丽华逃回新野前， 最後难产而死，臨死前仍掛念著阴识。 |
| 胡 琨                 | 邓 晨      | 严明     | 刘昭文              | 字伟卿，刘秀二姐夫，阴丽华表哥           | 性格溫和。 |
| 丁 俨                 | 公孙石     |          |                     | 宛城氏族，邓婵丈夫，陰麗華表姐夫         | 身為鄧家女婿兼劉秀姊夫鄧晨的妹夫及鄧禹的表妹夫，是個用情不专的花心男，也是個忘恩負義的奸詐小人及渣男負心漢，于新婚后不久变纳妾；于邓氏一族跟随劉縯劉秀兄弟起事叛变之后，便将身怀六甲的邓婵赶出家门，撇清关系，之後與新朝官員更加勾結。                                                                                             |

### 東漢

#### 劉秀家
| 演员                 | 角色   | 国语配音 | 粤语配音 | 昵称/关系                                                      | 备注 |
| 李金声               | 刘 敞  |          |          | 南阳刘氏宗亲之首，舂陵侯                                       | 本想反對劉縯劉秀兄弟起兵，因劉縯的死才誤會陰麗華與劉玄勾結害死劉縯，並得知是李軼設計的，最後在劉秀稱帝時並與劉秀與陰麗華和好。                                                                                               |
| 岳俊岭               | 刘 良  | 赵述仁   |          | 字次伯，刘秀的叔父(趙王)，抚养刘秀兄弟                         | 原本想反對劉縯劉秀兄弟起兵，溺愛伯姬，曾討厭陰麗華，要反對劉秀與陰麗華在一起。劉玄稱帝時，已知劉縯被奸人所害，誤以為陰麗華與劉玄勾結而害死劉縯，並得知是李軼設計的，最後在劉秀稱帝時並與劉秀與陰麗華和好。                   |
| 田 淼                | 樊夫人 | 李桃李   | 蔡惠萍   | 刘秀母親                                                       | 於刘伯升、刘秀初起兵期间，因首次兵敗，一次見到太多死人，大受打击突然病卒。 |
| 王 斌                | 刘 仲  |          |          | 刘秀二哥，鲁哀王                                               | 曾救昏倒在路旁的阴丽华，將其帶回刘家，因受到新军埋伏，刘家亲眷死於小长安聚。刘秀登基后追封为鲁哀王。 |
| 郑宜姜               | 刘 黄  |          | 谢潔貞   | 刘秀大姐，湖阳长公主                                           | 於劉秀平定中原後，被接至洛陽。 |
| 迟立静               | 刘 元  | 金雁     | 朱妙蘭   | 刘秀二姐，邓晨之妻，新野长公主                                 | 因受到新军埋伏，刘家亲眷死於小长安聚。 |
| 白卉子               | 劉伯姬 | 李诗萌   | 何璐怡   | 刘秀小妹，李通之妻，后封宁平公主                               | 暗恋邓禹，曾被韓姬和李軼欺騙，原本因忌妒而讨厌阴丽华，后被丽华多次搭救而渐渐划开误解，並得知是李軼設計的，后来于刘秀持节平判河北前将其许配给李通，后于刘秀平定中原后，被接至洛阳。                                           |
| 邓 宁                | 刘 稷  |          | 张裕东   | 刘家家仆，后封為将军                                           | 原为刘氏三兄弟的家仆，随刘縯舂陵起义，后遭小人算计惨死。 |
| 邱 爽 童年：黄天琪   | 刘 強  |          | 巫哲棋   | 劉秀之長子，母郭珊彤                                           | 幼时被立为太子，原本个性过于宽仁，反对用法苛刻，在軟弱時會受到外戚擺布而利用。曾經被其母郭珊彤反對他踏進太學，但與兄弟劉陽感情真好。后因种种之故自请辞太子之位，改封为东海王，辅佐刘庄。                                     |
| 陈博艺               | 刘 辅  |          |          | 刘秀之次子，母郭珊彤                                           | |
|                      | 刘 英  |          |          | 刘秀之三子，母许胭脂                                           | 实为郭康之子，郭珊彤和劉秀的姪子，已于进宫前怀有身孕。 |
| 赵文浩 童年：黄海格  | 刘 阳  |          |          | 刘秀之四子，母阴丽华，後立為太子，改名劉庄，繼位後為汉明帝     | 天資聰穎，處事果斷，提倡依法治國，賞罰分明，對百姓體恤寬容。 |
| 叶轩晨               | 刘 衡  |          |          | 刘秀之九子，母阴丽华                                           | 受劉秀十分疼愛，於幼年時突然去世，後查探實為被郭氏下毒殺害。 |
| 王陈怡娴             | 刘礼刘 |          |          | 刘秀之女，母郭珊彤                                             | 於最后一集时，因郭珊彤病重，跟随阴丽华前往北宫探望。 |
| 刘城铭               | 刘 扬  | 赵述仁   | 招世亮   | 真定王，郭珊彤舅父，光武帝的將軍耿純是他的本家外甥             | 刘扬利用十万大军相助之盟约，胁迫刘秀与郭氏联姻，而刘秀危难时仍不愿意出兵相救。后不被刘秀所重用，而意图谋反时，最後與弟弟劉讓遭耿纯等人发现將其刺杀。                                                                         |
| 王 琳                | 劉 氏  | 李世榮   | 沈小蘭   | 郭珊彤母亲，刘扬之妹                                           | 外表贤良淑惠，实则蛇蝎心肠。曾與其女郭珊彤被劉秀救過，並建議劉揚聯姻。後來为了帮助女儿郭珊彤巩固皇后之位，不讓陰麗華搶走皇后之位，联合朝廷中的儿子郭康，争夺权力。在她与儿子郭康的策划下，阴家上下成为朝堂权力相争的牺牲品。 |
| 刘长德               | 郭 康  | 常进     | 陳廷軒   | 郭珊彤之兄                                                     | 任職邢部侍郎，史料记载原型为郭圣通之弟郭况。为人阴险狠毒，私下与其母郭主聯合爭權奪利。因许胭脂為郭康贖身時，但與许胭脂有一子（刘英）。为巩固郭家地位，並多次设计杀害阴丽华之亲友琥珀，最後徹底失敗。                         |
| 孙红雷               | 郭 宪  |          |          | 字子橫，东汉光武帝朝学者，郭珊彤之兄                           | 新朝末年，王莽篡位，拜郭憲為郎中，郭憲不受，逃往東海海邊隱居。漢光武帝時，應召郭憲拜為博士，官至於光祿勛。郭憲好道術，是個道行高深的居士。著有《洞冥記》。                                                                   |
| 沈佳凝               | 瑛 络  |          | 羅孔柔   | 郭珊彤侍女                                                     | |
| 陆泉宇               | 刘 章  | 邱秋     |          | 刘縯之長子，后封齊王                                           | 刘秀登基太平后，被接至洛阳由刘伯姬照顾。 |
| 余秉轩               | 刘 兴  |          |          | 刘縯之次子，后封北海王                                         | 刘秀登基太平后，被接至洛阳由刘伯姬照顾。 |
| 高云丽               | 良 婶  |          |          |                                                                | 幫陰麗華製造箭支。 |
| 代栩逸               | 刘 嘉  |          |          | 刘秀的族兄，顺阳侯                                             | |
| 赵玉武               | 樊 重  |          |          | 刘秀外祖父                                                     | 曾被張卯搶過，被劉秀和陰麗華阻止，最後在劉秀稱帝時並與劉秀與陰麗華和好。 |
| 曹积强               | 樊 宏  |          |          | 刘秀舅父                                                       | 曾被張卯搶過，被劉秀和陰麗華阻止，最後在劉秀稱帝時並與劉秀與陰麗華和好。 |
| 郑胜利               | 刘 让  |          |          | 刘揚弟弟，临邑侯，郭珊彤的舅舅，光武帝的將軍耿純是他的本家外甥 | 因其兄刘扬利用十万大军相助之盟约，建議劉揚聯姻，與其兄劉楊狼狽為奸。因其兄劉楊不被刘秀所重用時，卻與其兄劉楊意圖謀反，但最後與其兄劉揚遭耿純等人發現將其刺殺。                                                               |
| 施依辰 林艺璇 林纳乐 |        |          |          | 刘仲女儿                                                       | 因受到新军埋伏，死於小长安聚。 |
| 王孟志               | 刘 赐  |          |          | 刘秀的族兄                                                     | 效忠更始，后归顺刘秀。 |
| 阿 诺                | 邓 隆  |          |          | 東漢將領                                                       | 派其前去堅守，不可討戰。 |
| 沈 凯                | 代 卯  |          |          | 劉秀宮中之管事                                                 | |

#### 雲台二十八將
| 演员             | 角色  | 国语配音 | 粤语配音 | 昵称/关系                                                        | 备注 |
| 蔡 珩            | 吴 汉 |          | 李鎮然   | 字子颜，广平侯，南陽郡宛（河南省南陽市）人，原漁陽太守彭寵的部下 | 云台二十八将第二位，曾與蓋延是欺壓百姓的山賊，改協歸正後與自己的患難兄弟蓋延歸降刘秀，成為劉秀部下。因謝躬發錯訊息時才設計劉秀埋伏，兵敗墜崖。斬殺謝躬後，謝躬的屬下想要捉捕劉秀時，卻殺死謝躬的屬下，救下了劉秀，不愧是個英雄。擁立劉秀為光武帝，甚至帶兵平定南陽之亂時，卻闖下大禍，造成鄧奉起兵造反，使鄧奉公然與吳漢為敵。 |
| 金 浩            | 耿 弇 |          | 曹啟謙   | 字伯昭，好畴侯，东汉开国名将                                     | 云台二十八将第四位，军事家，挟风茂陵（今陕西省兴平市东北）人。曾與陰麗華交手過，被陰麗華察覺他很像劉稷，其實身手不凡，與劉秀交情甚好，曾經討伐劉林和王郎，還幫助劉秀打江山有功，擁立劉秀為光武帝。 |
| 崔桐赫           | 寇 恂 |          |          | 字子翼，雍奴侯                                                   | 云台二十八将第五位 |
| 赵长洲           | 岑 彭 |          | 鍾見麟   | 字君然，原为新莽武将，后被刘縯归降，刘縯死后改追随刘秀           | 云台二十八将第六位，在擔任新莽武將時，留下一座空城，獻上堅壁清野之計，于小長安埋伏中，要殺綠林軍和劉縯一個好看。歸降劉縯之後，被劉縯原諒，劉秀想殺他為家人報仇，想通一些事，就削髮為首，並警告他若敢背叛必殺之。 |
| 辛 新 童年：黄勋 | 朱 祜 |          |          | 字仲先，鬲侯，刘秀太学同窗                                       | 云台二十八将第八位 |
| 刘 军            | 祭 遵 |          |          | 字弟孙，颖阳侯                                                   | 云台二十八将第九位 |
| 刘 洋            | 盖 延 |          | 陈耀楠   | 字巨卿，安平侯，漁陽要陽人，原漁陽太守彭寵的部下                 | 云台二十八将第十一位，曾與吳漢是欺壓百姓的山賊，改邪歸正後與自己的患難兄弟吳漢歸降刘秀，成為劉秀部下。 |
| 王大梁           | 铫 期 |          |          | 字次况，安成侯                                                   | 云台二十八将第十二位 |
| 张 硕            | 耿 纯 | 孙星     | 葉振聲   | 字伯山，颖阳侯                                                   | 云台二十八将第十三位 |
| 姜震昊           | 臧 宫 |          |          | 字君翁，朗陵侯                                                   | 云台二十八将第十四位 |
| 王今铎           | 马 武 | 张磊     | 陈耀楠   | 字子章，杨虚侯，湖阳人                                           | 云台二十八将第十五位，蔡姬（衛悅）的屬下，是新野的護衛。曾在建章宫被刘秀、阴丽华及邓禹所救，因家乡遭遇旱灾无奈只能流寇到处打劫，后来因绑架丽华而与刘秀重叙，投靠绿林军，效忠刘玄，后投靠刘秀，並擁立劉秀為光武帝。 |
| 阮靖添           | 刘 隆 |          |          | 字元伯，慎侯                                                     | 云台二十八将第十六位 |
| 姚 期            | 王 梁 |          |          | 字君嚴，阜成侯                                                   | 云台二十八将第十八位 |
| 魏天赐           | 傅 俊 |          |          | 字子卫，昆阳侯                                                   | 云台二十八将第二十一位 |
| 王子睿           | 王 霸 | 常进     | 李凱傑   | 字元伯，淮陵侯                                                   | 云台二十八将第二十三位 |
| 王 瀚            | 任 光 |          |          | 字伯卿，阿陵侯                                                   | 云台二十八将第二十四位 |
| 林君立           | 李 忠 |          |          | 字仲都，中水侯                                                   | 云台二十八将第二十五位 |
| 杜远灶           | 万 修 |          |          | 字君游，槐里侯                                                   | 云台二十八将第二十六位 |
| 邵 嘉            | 邳 彤 |          |          | 字伟君，灵寿侯                                                   | 云台二十八将第二十七位 |
| 陈小涛           | 刘 植 |          |          | 字伯先，昌成侯                                                   | 云台二十八将第二十八位 |

#### 馮家
| 演员   | 角色  | 国语配音 | 粤语配音 | 昵称/关系                | 备注 |
| 热依扎 | 丁 柔 | 纪元     | 郑丽丽   | 冯异之妾，阴丽华知己姊妹 | 原為官婢，於阴丽华被流寇脅持時相识，逃难时被冯异所救並與之相戀，後協助阴丽华刺殺王尋後脫救，嫁給冯异。劉玄以馮異家人為人質，逼他監視劉秀。最後，陰麗華再要陰興救出丁柔。 |
| 崔立明 | 冯 父 | 严燕生   | 陳永信   | 冯异父亲                 | 原为新朝官員严尤之部下，後被貶至颍川郡。勸下為救丁柔一時衝動的馮異，保下滿門的性命。劉玄已馮異家人為人質，逼他監視劉秀。陰家與李通聯合，先救出三人。                     |
| 郑佳雪 | 吕 氏 |          |          | 冯异第二位妻子，彰儿继母 | 仰慕冯异，性情温柔贤慧。劉玄已馮異家人為人質，逼他監視劉秀。陰家與李通聯合，先救出三人。                                                                                 |
| 章 昱  | 冯 彰 |          |          | 冯异之子                 | 劉玄已馮異家人為人質，逼他監視劉秀。陰家與李通聯合，先救出三人。 |

### 西漢

#### 更始政權
| 演员   | 角色   | 国语配音 | 粤语配音 | 昵称/关系                                                        | 备注 |
| 孙骁骁 | 赵 姬  | 李诗萌   | 張頌欣   | 赵萌之女，刘玄之寵姬(赵夫人)                                     | 赵姬→赵夫人 洛阳望族，后入宫成为刘玄之妃子，與韓姬不合，与阴丽华感情好，曾多次帮助丽华，而陰麗華也幫她發現安胎藥有問題，但差點被韩夫人陷害小产。 |
| 刘钇彤 | 韩 姬  | 阎萌萌   | 黃玉娟   | 刘玄之姬妾(韓夫人)，为刘玄生育三子                               | 个性善妒，原为刘玄的妻子，與趙姬不合，因刘玄忌惮，遭贬妻为妾，后詛咒阴丽华也遭贬妻为妾之祸，多次陷害陰麗華，曾與李軼合謀欺騙劉伯姬，並阻止陰麗華帶走其三子劉鯉。更始二年于长安被乱军残杀。                                                             |
| 吴晗峰 | 刘 求  |          | 沈小蘭   | 刘玄之長子，母韓姬                                               | 於亂軍中被殺。 |
| 徐子正 | 刘 鲤  |          |          | 刘玄之三子，母韓姬                                               | 更始王朝灭亡后，由赵姬带至刘玄故乡隐居與自己的孩子一起抚养。 |
| 赵 魏  | 朱 鲔  | 孟宇     | 陳欣     | 字长舒                                                           | 權傾朝野，拥立刘玄，昔日與劉玄和張卯還有李軼设计杀害刘縯，卻讓李軼通信劉秀想歸降，但李軼被劉秀利用，因李軼把信給朱鮪，使朱鮪殺害李軼。更使王朝亡後則被刘秀招降，已被劉秀原諒，封为平狄将军                                                             |
| 游 涌  | 王 常  | 赵毅     |          | 字顔卿，原為流寇，豫州潁川郡舞陽縣人，新朝及東漢初期武將         | 擁立劉玄為更始帝，東漢草創期功臣之一。最初是綠林軍部將、下江軍頭領、更始帝劉玄屬下武將。堅守昆陽城，等待援軍到來，與劉秀交情甚好，和平林、下江、舂陵諸軍合力對抗新莽大軍。更使王朝亡後則被刘秀招降，光武帝對王常到來非常高興，任命他為左曹，封山桑侯。 |
| 张境佳 | 张 卬  |          | 張錦江   | 新市军王匡部下，綠林軍將領，被使稱做張卯                         | 拥立刘玄，封張卯為淮陽王，昔日與劉玄和朱鮪還有李軼设计杀害刘縯，后加入赤眉叛军，與王匡帶兵勸劉玄交出玉印，投降赤眉。因樊崇出而反爾，派張卯带兵杀害刘玄。                                                                                               |
| 张景纶 | 成 丹  |          | 鄧志堅   | 原為流寇，新莽末年绿林军主要将领                                 | 被趙萌所殺。 |
| 陈 涛  | 王 凤  | 商虹     |          | 新朝末年绿林军首领                                               | 拥立刘玄为更始帝，封王鳳為成國公，與劉秀交情甚好。昆陽之戰時，他率軍守昆陽城，和平林、下江、舂陵諸軍合力對抗新莽大軍。新朝滅亡後，更始帝封他為宜城王。                                                                                                 |
| 刘剑伟 | 王 匡  | 茅菁     | 陳欣     | 新朝末年绿林军首领                                               | 拥立刘玄为更始帝，封王匡為定國公，昔日並建議劉玄誅殺劉縯。新朝滅亡後，更始帝封他為比陽王。得知自己的先鋒被劉玄所殺，與劉玄反目成仇，倒戈相向。後加入赤眉叛軍，與張卯帶兵勸劉玄交出玉印，投降赤眉。                                                     |
| 陈俊瀚 | 赵 信  | 边江     |          | 赵姬家臣                                                         | 曾把赵姬抓回家，讓趙萌送進宮。因赤眉軍來襲之後而保護劉玄，成為劉玄的部下，卻對劉玄忠心耿耿。發現更始王朝亡後，與趙姬回劉玄的故鄉。 |
| 高 森  | 赵 萌  | 张遥函   |          | 赵姬父親，更始帝劉玄的岳父，更始政权官员                         | |
| 刘思涵 | 翠 儿  |          |          | 赵姬婢女                                                         | 因被韓姬唆使在赵姬安胎药中下药，事发后撞墙自缢。 |
| 庞坛卫 | 谢 躬  |          |          | 字子張，更始政权官员                                             | 設計埋伏劉秀，兵敗墜崖，而自己則被其部下所殺。 |
| 马 琨  | 陈 牧  | 边江     |          | 平林军首领                                                       | 被趙萌所殺。 |
| 陈亚军 | 李 淑  |          |          | 更始朝军帅将军                                                   | 曾上书进谏更始帝劉玄，一些小人敗壞朝綱，被小人下令打死。 |
| 刘 帅  | 申屠建 |          |          | 新莽末年绿林起义军将领                                           | 與張卯不滿劉玄，卻拉攏隴落豪族隗囂，欲立韓姬之子為主，取代劉玄。于長安被攻破前，被劉玄所殺。 |
| 平 方  | 宗 佻  |          |          | 昆阳大战突围十三骑之一，中國新朝至東漢時代初期武將，更始政權將領 | |
| 秦 勇  | 刘 恭  |          |          | 汉朝宗室，劉盆子的族兄                                           | 與馬武是舊識，追随更始，對更始忠心耿耿。勸劉玄交出玉印，投降赤眉，卻協助劉玄逃難。因劉玄死后投奔刘秀。 |

#### 李家
| 演员   | 角色  | 国语配音 | 粤语配音 | 昵称/关系                  | 备注 |
| 李卓霖 | 李 通 | 严明     | 周倚天   | 字次元，固始侯，李轶之堂兄 | 助刘縯刘秀举事，效忠并追随刘秀，未幾李家被新朝夷灭全家，唯独他侥幸逃出，后来被刘秀所托娶刘伯姬为妻。在劉玄面前救下劉伯姬，並在陰麗華救援下，前往荊州上任，後來光武帝的將軍鄧禹想娶其堂妹李月瓏為妻，並承認光武帝的將軍鄧禹為堂女婿。 |
| 萧浩冉 | 李 轶 | 凌振赫   | 麥皓豐   | 字季文，李通堂弟           | 喜欢刘伯姬，助刘秀举事，背叛刘秀后转投靠更始帝刘玄，昔日與劉玄、張卯和朱鮪設計殺害劉縯，曾與韓姬合謀欺騙劉伯姬。通信劉秀想歸降，但被劉秀利用，把信傳給朱鮪，使朱鮪殺了李軼，被陰麗華提及他活該。                                     |
| 张红革 | 李 松 |          |          | 李通從弟                   | 為更始丞相。 |
| 张君竹 | 李 郡 |          |          | 李通之妹                   | 因李氏起兵被發現，於滅門時被殺死。 |

#### 河北角色
| 演员  | 角色  | 国语配音 | 粤语配音 | 昵称/关系                                      | 备注 |
| 许 峰 | 刘 林 |          |          | 西汉宗室，漢景帝已故七世孫趙王劉元之子         | 欲恢复家族爵位，曾向刘秀献策，但不被予以接纳，后与刘秀为敌，拥戴王郎于邯郸称帝，幫助王郎助紂為虐。最後，被劉秀部下所殺。     |
| 常 晋 | 王 郎 | 商虹     | 劉奕希   | 初以卜相为业，自称是汉成帝之子刘子舆，邯郸称帝 | 曾經是算命先生，為人狐假虎威，老奸巨猾，先前曾投奔於劉秀處，觀察試探，但卻与劉秀不合，屢次與劉秀為敵。最後，被劉秀部下所殺。 |
| 袁 珉 | 杜 威 |          |          | 王郎麾下任諫議大夫                             | |

### 新朝
| 演员   | 角色   | 国语配音 | 粤语配音 | 昵称/关系                                                | 备注 |
| 刘新义 | 王 莽  |          |          | 字巨君，新朝开国皇帝                                     | 魏郡元城貴鄉（今河北邯鄲大名縣東）人，西漢末年的政治人物之一及權臣，外戚出身。王莽任職大司馬兼管軍事令及禁軍。野心勃勃，謀權篡位。之後篡奪皇位並自立為新朝，使稱王莽改制。最後，王莽死於列強混戰之中。 |
| 钟 林  | 王 寻  | 杨默     | 葉振聲   | 新朝大司徒，王莽姪兒                                     | 新朝將軍，輔佐王莽篡汉有功，掌管東營。因看上官婢丁柔的美貌與舞藝，被嚴尤送于王尋。昆陽之戰時，與王邑討伐劉縯，最后被阴丽华所刺杀，為設計陰麗華父母墜入渭水身亡。                                       |
| 孙明明 | 巨无霸 |          |          | 昆阳之战中新莽的开路先锋                                 | 擅驱驯猛兽，最後被劉秀和陰麗華聯手殺死。 |
| 杨 军  | 王 邑  |          | 招世亮   | 新朝大司空，新朝建立者王莽的堂弟                         | 新朝将军，輔佐王莽篡漢有功，掌管西營。昆陽之戰時，與王尋討伐劉縯，而刘秀想要推翻新莽恢復漢朝，叫刘秀投降，最後被刘秀所擊敗。                                                                           |
| 刘志云 | 严 尤  | 赵述仁   |          | 字伯石，新朝官员，原为冯异父子之上司                     | 新朝將軍，與劉秀叔父劉良是至交好友。貶馮異父子的官，到穎川郡。因王尋看上官婢丁柔的美貌與舞藝時，後把官婢丁柔送於王尋。                                                                                 |
| 唐智杨 | 甄 阜  |          |          | 新莽时期前队大夫                                         | 最後被劉縯所殺。 |
| 王瑾菲 | 梁丘赐 |          |          | 新朝南阳郡属正                                           | 最後被劉縯所殺。 |
| 周兴华 | 刘 歆  |          |          | 字子駿，改名劉秀，漢朝宗室，西漢末年及新朝官員及重要學者 | 協助王莽篡位有功，出任新朝高職「羲和官」，足智多謀，號稱國師。后說了一句讖語，便被王莽殺死。 |

### 其他角色
| 演员                | 角色     | 国语配音 | 粤语配音 | 昵称/关系                                    | 备注 |
| 秦俊                | 邓 奉    | 边江     | 林筠翔   | 邓晨亲侄，邓禹之族弟，刘秀称帝后封为破虏将军 | 新莽末年，天下大乱，邓奉起兵于淯阳县，曾经保护过刘秀的妻子阴丽华及其家人，與陰麗華如親姊弟一般。因为吴汉纵兵劫掠南阳百姓，邓奉率军将吴汉驱逐出南阳，公然與吳漢為敵，成为汉军的叛将，與逆賊董沂聯手。建武四年，刘秀亲征，邓奉出降，多方脅迫要將其斬首，後邓奉自刎亡。 |
| 马天宇 童年：周骏超 | 严子陵   | 张       | 李凱傑   | 刘秀、阴丽华、邓禹的太学同学                 | 一開始隐居山野，不愿过问世事，多次帮助刘秀與阴丽华，後出关入仕，皇子太傅。 |
| 齐维刚              | 阴 慈    |          |          |                                              | |
| 张萍娟              | 潘 氏    | 李世榮   |          |                                              | |
| 吴雨峰              | 程 驭    | 商虹     |          | 大夫                                         | 受蔡少公之託，為陰麗華醫治。麗華除了腿上的箭傷外，還有小產的現象，要好好調理，但之後為宮中太醫。 |
| 李江瑶              | 玉 儿    |          |          |                                              | |
| 张梓喧              | 李 念    |          |          |                                              | 鄧奉之親眷(妻子)，董沂所殺。 |
| 白利伟              | 耿纯祖父 |          |          |                                              | 劉秀部下長輩。 |
| 胡锦雨              | 刘 安    |          |          |                                              | |
| 潘诚宇              | 阴 祁    |          |          |                                              | |

## 分集劇情

### 第1集-第56集
- 第1集 劉秀聽聞麗華將嫁
- 第2集 麗華鄧蟬被綁架
- 第3集 陰識狠心拒鄧蟬
- 第4集 陰麗華深諳兵法
- 第5集 麗華扮家僕交手劉縯
- 第6集 麗華闖李府救文叔
- 第7集 伯姬質疑麗華身份
- 第8集 劉伯姬處處為難麗華
- 第9集 鄧蟬含恨而逝
- 第10集 劉玄出手救麗華
- 第11集 聯軍內部矛盾初現
- 第12集 麗華斥兄獨善其身
- 第13集 漢軍遇伏 士氣低落
- 第14集 劉玄登基稱更始帝
- 第15集 新莽欲消滅漢軍
- 第16集 麗華中計 李軼被俘
- 第17集 麗華中箭 性命垂危
- 第18集 劉縯兄弟 功高蓋主
- 第19集 劉縯中計被抓
- 第20集 劉縯慘死 劉秀隱忍
- 第21集 劉秀被孤立危若累卵
- 第22集 劉秀終娶陰麗華
- 第23集 麗華家中姑嫂不和
- 第24集 劉秀受命整修宮殿
- 第25集 劉秀被指派招撫河北
- 第26集 賑濟災民 剿滅匪患
- 第27集 屢屢受阻 狼狽北上
- 第28集 劉秀重傷情況危急
- 第29集 鄧禹加入劉秀麾下
- 第30集 麗華墜河痛失腹中子
- 第31集 劉秀娶妻 麗華傷心
- 第32集 麗華隱居 劉秀被困
- 第33集 麗華暗中助劉秀
- 第34集 劉玄派人擄走麗華
- 第35集 韓姬欲毒害趙姬
- 第36集 趙姬被害小產
- 第37集 劉秀得眾將追隨
- 第38集 劉秀慌亂逃命
- 第39集 劉秀稱帝 改元建武
- 第40集 更始帝亡 江山易主
- 第41集 麗華回到劉秀身邊
- 第42集 真定王劉揚被殺
- 第43集 胭脂報復麗華
- 第44集 鄧奉造反 對抗漢軍
- 第45集 麗華出面為鄧奉求情
- 第46集 鄧奉自裁 麗華回宮
- 第47集 麗華回宮 危機四伏
- 第48集 麗華產下皇子
- 第49集 子陵入仕輔佐劉秀
- 第50集 皇後百般刁難麗華
- 第51集 陰家遭遇滅門浩劫
- 第52集 皇子聽政 劉秀病重
- 第53集 麗華痛失皇子
- 第54集 琥珀慘死 劉秀廢后
- 第55集 陰興以身試毒救劉秀
- 第56集 改立太子 陰興病逝

### 第1集-第50集
- 第1集 麗華被求婚者困擾
- 第2集 麗華婉拒鄧禹求婚
- 第3集 麗華記起劉秀
- 第4集 麗華習武 鑽研兵法
- 第5集 麗華劉縯不打不相識
- 第6集 麗華跟隨劉家兄弟
- 第7集 伯姬發現麗華身份
- 第8集 劉秀表白心意
- 第9集 麗華受刺激記起舊事
- 第10集 劉氏兄弟舂陵起義
- 第11集 麗華回到陰家
- 第12集 三軍擁劉玄為帝
- 第13集 劉秀設伏活捉馮異
- 第14集 劉秀支開麗華
- 第15集 麗華單身赴虎穴
- 第16集 麗華身負重傷
- 第17集 劉玄忌憚劉縯兄弟
- 第18集 劉縯慘死 劉秀隱忍
- 第19集 劉秀被孤立危若累卵
- 第20集 劉秀麗華成親
- 第21集 新朝覆滅 群雄並起
- 第22集 麗華仗義救趙姬
- 第23集 劉伯姬受人挑撥
- 第24集 傾囊而出 置兵買馬
- 第25集 馮異被劉玄威脅
- 第26集 劉秀傷重情況危急
- 第27集 鄧禹追隨劉秀
- 第28集 眾人勸劉秀聯姻
- 第29集 麗華悄然離去
- 第30集 信都失守 劉揚拒客
- 第31集 麗華被劉玄擄走
- 第32集 劉秀擊敗王郎
- 第33集 韓姬挑撥伯姬麗華
- 第34集 借刀殺人 欲除劉秀
- 第35集 朝中軍心大亂
- 第36集 劉秀登基稱帝
- 第37集 患難夫妻久別重逢
- 第38集 真定王蓄意謀反
- 第39集 麗華悲苦離開洛陽
- 第40集 鄧奉成為叛軍
- 第41集 鄧奉引刀自盡
- 第42集 麗華懷上龍子
- 第43集 劉秀信任愛將馮異
- 第44集 劉秀請子陵出山
- 第45集 陰家遭人屠殺
- 第46集 太子軟弱受外戚擺布
- 第47集 度田制推行受阻
- 第48集 琥珀遭人毒手
- 第49集 麗華終登后位
- 第50集 昔日同袍相繼離世

## 原著
| 年份   | 書名                   | 作者 | 出版社     | ISBN               |
| ------ | ---------------------- | ---- | ---------- | ------------------ |
| 2007年 | 《秀麗江山》（全四册） | 李歆 | 朝陽出版社 | ISBN 9787511332639 |
| 2008年 | 《秀麗江山壹青龙卷》   | 李歆 | 朝陽出版社 | ISBN 9787505417540 |
| 2008年 | 《秀麗江山貳白虎卷》   | 李歆 | 朝陽出版社 | ISBN 9787505417557 |
| 2008年 | 《秀麗江山參玄武卷》   | 李歆 | 朝陽出版社 | ISBN 9787505417847 |
| 2009年 | 《秀麗江山肆朱雀卷》   | 李歆 | 朝陽出版社 | ISBN 9787505419797 |

## 製作人員
- 出品人：林心如
- 制作人：林心如
- 监制：韩洛
- 原著：李歆
- 导演：林峰(大陸)；陈权
- 动作指导：林峰(大陸)

## 电视原声带
| 曲序 | 曲目                               |              | 作曲                 | 演唱者         |
| ---- | ---------------------------------- | ------------ | -------------------- | -------------- |
| 1.   | 《秀丽江山》（片頭曲）             | 王休、和汇慧 | 林海、王梓同         | 范逸臣         |
| 2.   | 《红颜江山》（片尾曲）             | 沈永峰       | 林海、王梓同         | 林心如         |
| 3.   | 《江山泪》（插曲）                 | 刘佳         | 王韵韵、韩君（编曲） | 禾川           |
| 4.   | 《一生所写》（男女对唱版）（插曲） | 栗锦         | 栗锦、赵瑟（编曲）   | 邓容、包胡尔查 |
| 5.   | 《一生所写》（女生版）（插曲）     | 栗锦         | 栗锦、赵瑟（编曲）   | 谈梦霄         |

## 创作历程
- 2012年3月，林心如表示她自己非常喜欢《秀丽江山》，也早在2011年就已买好小说的版权，目前正在改编。[2]
- 2013年6月11日，林心如亮相上海电视节，宣布由自己担任制片人兼主演的第三部作品《长歌行》将于8月正式开拍，男主角刘秀人选依然没确定，而受制于广电总局对主演的要求。[3]
- 2013年8月19日，浙江象山影视城盛大开机，男主与其他主演阵容也是千呼万唤始出来。[4]
- 2013年10月21日，官方微博上发话 - 邓婵(饰 洪小鈴)杀青。
- 2013年11月26日，官方微博上发话 - 戚薇、任泉(友情客串)杀青。
- 2013年12月4日，赵姬(饰 孙骁骁)杀青。
- 2013年12月15日，阴识(饰 王雨)、阴兴(饰 茅子俊)、琥珀(饰 戴君竹)、朱鲔(饰 赵魏)杀青。
- 2013年12月18日，邓禹(饰 關智斌)、尉迟峻(饰 周斌)杀青。
- 2013年12月19日，四个月的拍摄杀青，杀青宴开始。

## 宣传发行
- 2013年9月9日，制片方发布影 “一众主演的定妆照”。[5]
- 2013年9月27日, 剧组曝光一组人物定妆照，林心如袁弘携众主创纷纷亮相。[6]
- 2013年10月5日，下午1点在象山影视城桃园行宫举行了影迷见面会。出席嘉宾阵容特别强大，林心如、袁弘、王雨、李佳航、于波、热依扎、宗峰岩七位明星现场与游客们畅聊拍摄趣事及角色感受。[7]
- 2013年11月4日，制片方发布曝光片花(6分31秒) & 人物海报。[8]
- 2013年11月5日，劇組開放媒體探班，林心如、袁弘、马天宇、关智斌、王媛可等主演亮相。
- 2013年12月5日，任泉、戚薇、马天宇、李立群等客串造型发布。[9]
- 2014年3月17日，首发15分钟故事版片花，此版片花完整还原了故事里的各种场面。[10]

## 外部連結
- 《秀麗江山之長歌行》官方微博 （页面存档备份，存于）（简体中文）
- 豆瓣电影上《秀麗江山之長歌行》的資料 （简体中文）
- 豆瓣读书上《秀丽江山·青龙卷》的資料 （简体中文）
- 豆瓣读书上《秀丽江山·白虎卷》的資料 （简体中文）
- 豆瓣读书上《秀丽江山·玄武卷》的資料 （简体中文）
- 豆瓣读书上《秀丽江山·朱雀卷》的資料 （简体中文）
- 豆瓣读书上《秀丽江山》的資料 （简体中文）

## 電視劇的變遷
| 中国大陆 江苏卫视 幸福剧场          | 中国大陆 江苏卫视 幸福剧场                  | 中国大陆 江苏卫视 幸福剧场 |
| ----------------------------------- | ------------------------------------------- | -------------------------- |
|                                     | 秀麗江山之長歌行 （2016年7月21日－8月19日） |                            |
| 东方战场 （2016年6月23日－7月19日） | 微微一笑很傾城 （2016年8月22日－9月6日）    |                            |

| 马来西亚 Astro全佳HD 高清大剧 星期一至五 19:00 - 20:00 | 马来西亚 Astro全佳HD 高清大剧 星期一至五 19:00 - 20:00 | 马来西亚 Astro全佳HD 高清大剧 星期一至五 19:00 - 20:00 |
| ------------------------------------------------------ | ------------------------------------------------------ | ------------------------------------------------------ |
|                                                        | 秀麗江山之長歌行 （2016年11月23日－2017年1月31日）     |                                                        |
| 老九門 （2016年9月16日－11月22日）                     | 麻雀 （2017年2月1日－2017年4月4日） （星期一至日）     |                                                        |

| 香港 無綫網絡電視華語劇台 星期一至五 11:45 - 12:45、15:15 - 16:15、18:00 - 18:45、19:30 - 20:30及22:30 - 23:30          | 香港 無綫網絡電視華語劇台 星期一至五 11:45 - 12:45、15:15 - 16:15、18:00 - 18:45、19:30 - 20:30及22:30 - 23:30 | 香港 無綫網絡電視華語劇台 星期一至五 11:45 - 12:45、15:15 - 16:15、18:00 - 18:45、19:30 - 20:30及22:30 - 23:30 |
| --- | --- | --- |
| | 秀麗江山之長歌行 （2016年12月16日－2017年2月23日）                                                             | |
| 偽裝者 （2016年10月20日－12月15日）                                                                                     | 花千骨 （2017年2月24日－5月4日）                                                                               | |
| 香港 無綫電視J5 J5劇場 每日 23:30 - 00:30（其他重播時段請參見這裡） · 4月14日 00:00 - 01:00 · 5月4日及5日 23:30 - 01:30 | | |
| 華政 （2017年1月15日－3月18日）                                                                                         | 秀麗江山之長歌行 （2017年3月19日－5月5日）                                                                     | 讀心神探（第17-20集）（22:30-00:30） （2017年5月6日－5月7日）                                                  |
| 香港 無綫電視翡翠台 星期一至五 10:30 - 11:30（若當日為公眾假期暫停播映） · 5月3日、7月2日及12日暫停播映                 | | |
| 劇場版星光樂園 一起閃耀吧！閃亮亮☆星光LIVE （2018年5月1日）（09:10-10:35）西遊·降魔篇 （2018年5月1日）（10:35-12:45）   | 秀麗江山之長歌行 （2018年5月2日－7月17日）                                                                     | 女醫·明妃傳 （2018年7月18日－10月3日）                                                                         |

| 臺灣 中視主頻 每週一至週五 21:00 - 22:00 | 臺灣 中視主頻 每週一至週五 21:00 - 22:00        | 臺灣 中視主頻 每週一至週五 21:00 - 22:00 |
| ---------------------------------------- | ----------------------------------------------- | ---------------------------------------- |
|                                          | 秀麗江山長歌行 （2017年1月10日－2017年3月23日） |                                          |
| 幻城 （2016年10月18日－2017年1月9日）    | 誅仙‧青雲誌 （2017年3月24日－2017年6月8日）     |                                          |

| 臺灣 TVBS歡樂台 每週一至週五 20:00 - 21:00 | 臺灣 TVBS歡樂台 每週一至週五 20:00 - 21:00     | 臺灣 TVBS歡樂台 每週一至週五 20:00 - 21:00 |
| ------------------------------------------ | ---------------------------------------------- | ------------------------------------------ |
|                                            | 秀麗江山長歌行 （2017年4月7日－2017年6月19日） |                                            |
| 三國 （2017年2月2日－2017年4月6日）        | 錦繡未央 （2017年6月20日－2017年8月28日）      |                                            |

| 臺灣 中天綜合台 每週一至週五 20:00 - 21:00       | 臺灣 中天綜合台 每週一至週五 20:00 - 21:00     | 臺灣 中天綜合台 每週一至週五 20:00 - 21:00 |
| ------------------------------------------------ | ---------------------------------------------- | ------------------------------------------ |
|                                                  | 秀麗江山長歌行 （2018年5月24日－2018年8月9日） |                                            |
| 三生三世十里桃花 （2018年3月5日－2018年5月23日） | 黃承暉謝敏瑜安息禮拜 （2018年8月10日）         |                                            |

| 新加坡 HUB娛家戲劇台 星期六、日 19:15 - 21:00（兩集播出） · 2018年8月5日 (20:05-21:00)、2018年11月3日 (19：15-20：05) 只播1集 | 新加坡 HUB娛家戲劇台 星期六、日 19:15 - 21:00（兩集播出） · 2018年8月5日 (20:05-21:00)、2018年11月3日 (19：15-20：05) 只播1集 | 新加坡 HUB娛家戲劇台 星期六、日 19:15 - 21:00（兩集播出） · 2018年8月5日 (20:05-21:00)、2018年11月3日 (19：15-20：05) 只播1集 |
| --- | --- | --- |
| | 秀麗江山之長歌行 (2018年8月5日-11月3日)                                                                                       | |
| 飛到又見飛刀 (2018年5月26日-2018年8月5日)                                                                                     | 烈火如歌 (2018年11月3日-2019年2月2日)                                                                                         | |